# Gutis
Els gutis o quteus (en sumeri: 𒄖𒌅𒌝𒆠,Gu-tu-umki o 𒄖𒋾𒌝𒆠,Gu-ti-umki) van ser un poble a l'est del Tigris, que des del 2200 aC van participar en les lluites per dominar Accad, regne del que en van arribar a ocupar una part, primer breument (2180 aC-2175 aC) i, més tard, per més temps (2159 aC-2116 aC). Expulsats definitivament, encara se'ls esmentava a les regions que havien conquerit, anomenades Qutum, durant un cert temps. L'any 2075 aC Xulgi d'Ur va fer una expedició contra ells. Sembla que només van ocupar la part nord d'Accad i de Sumer, i encara potser alguns punts neuràlgics on hi tenien guarnicions. Van destruir molt, sembla que entre altres coses la ciutat d'Accad, i no van construir res. La Llista de reis sumeris diu que van governar Sumer i Accad, i que al principi no hi havia cap rei destacat, nomenaven els seus propis reis que governaven un període de tres anys.
El país de Qutum o dels quteus s'esmenta encara a les tauletes de Mari cap a l'any 1775 aC. Aliats dels elamites (circa 1770 aC), la seva guarnició i la d'Eshnuna a Shubat-Enlil estava dirigida per La-Awil-Addu, general d'Atamrum d'Allahad, aliat elamita; però els seus soldats desplaçats a Elam van ser maltractats i van tornar al seu territori que estava a la província de Quttunan; es van oposar llavors als elamites i quan aquests van ser derrotats a Hiritum els quteus els van amenaçar des de Mankisum. Tenien com a rei a Sasum, al qual es va sotmetre Zaziya o Sasiya dels turuqueus.
Les fonts sumèries retraten els gutis com un poble bàrbar, ferotge de Gutium o Qutium (sumeri: Gu-tu-umki o Gu-ti-umki) a les muntanyes, presumiblement, el central Zagros.

## La llengua dels gutis
S'ha observat que alguns dels reis de Qutum portaven noms semites o amb formes semites, sobretot a la segona meitat del seu període (Karum, Kabilkin, Ibrahum, Khalbum...). Per altra banda, les inscripcions d'aquests reis que s'han trobat (Erradupizir, Elulumeix, Laerabum, Iarlaganda i Sium) estan escrites en caràcters cuneïformes i redactades en accadi, cosa que demostraria que van rebre importants influències d'Accad, més que de Sumer. També és possible que haguessin adoptat, assimilant-los als seus déus propis, alguns déus d'Accad, ja que Laerabum anomena a Ixtar i a Nanna "déus de Qutum".

## Reis[4]
- Erradupizir, cap al 2220-2202 aC
- Imta 2202-2199 aC
- Inkixuix 2199-2195 aC
- Sarlabag 2195-2192 aC
- Xulme 2192-2186 aC
- Elulumeix 2186-2180 aC
- Inimabakeix 2180-2175 aC
- Igeixauix 2175-2169 aC
- Iarlabag 2169-2154 aC
- Ibate 2154-2151 aC
- Iarlanbag 2151-2148 aC
- Karum 2148-2147 aC
- Kabilkin 2147-2144 aC
- Laerabum 2144-2142 aC
- Irarum 2142-2140 aC
- Ibrahum 2140-2139 aC
- Khalbum 2139-2137 aC
- Puzursin 2137-2130 aC
- Iarlaganda 2130-2123 aC
- Sium 2123-2116 aC
- Tiriqan 2116 aC